# Mörk kardarspindel
Mörk kardarspindel (Dictyna latens) är en spindelart som först beskrevs av Fabricius 1775.  Mörk kardarspindel ingår i släktet Dictyna och familjen kardarspindlar. Arten är reproducerande i Sverige. Inga underarter finns listade i Catalogue of Life.